# Fiona Robinson
Fiona Robinson, född den 7 februari 1969 i Perth, Australien, är en australisk basketspelare som tog OS-brons 1996 i Atlanta.
Fyra år senare vid olympiska sommarspelen 2000 på hemmaplan i Sydney var hon med i det australiska handbollslaget som kom på tionde och sista plats vid turneringen i handboll vid olympiska sommarspelen 2000.